# Dicranomyia nullanulla
Dicranomyia nullanulla là một loài ruồi trong họ Limoniidae. Chúng phân bố ở miền Australasia.